# Raumschiff Highlander
Raumschiff Highlander is een serie van vijf Duitse komische sciencefictionfilms.
De filmserie is een parodie op de Star Trekfilms en -televisieseries.
I - The Return of Captain Norad1995 - 31 minuten
De USS HIGHLANDER NCC-2404, het grootste schip van de sterrenvloot, keert onder bevel van kapitein Stone terug naar de planeet Themis. Ze zijn op zoek naar de verdwenen kapitein Norad, de vorige bevelhebber van de Highlander. Wanneer kapitein Stone Norad terugvindt, blijkt dat diens reputatie van briljant strateeg en dappere held bepaald niet waargemaakt wordt.
II - Captain Norad - Ruler of the Universe1996 - 45 minuten
Tot afschuw van de bemanning heeft de sterrenvloot kapitein Norad het bevel over de USS Highlander teruggegeven. Nadat hij een Klingon-etentje verpest heeft, maar zich daarna weer op geheel eigen wijze weer van de achting van de Klingons verzekerd heeft, krijgt hij een bericht van de Romulanen. Hij moet een conflict tussen twee strijdende partijen oplossen, voordat er een oorlog uitbreekt.
III - Captain Norad - King of the Impossible1997 - 54 minuten
In dit derde deel van de Highlander reeks wordt een ruimtevlootkapitein ontvoerd door een groep terroristen. De ontvoerders hopen geheime ruimtevloot-informatie te verkrijgen, maar ze hebben de pech dat ze juist de getikte kapitein Norad hebben ontvoerd. De Bemanning van de Highlander 2404-A (Norad heeft het eerste schip per ongeluk in de lucht laten vliegen) is ondertussen niet erg rouwig om de ontvoering van hun kapitein.
IV - History1998 - 90 minuten
100 jaar na de dood van kapitein Robert T. Norad, wordt zijn levensverhaal onderwezen op de academie van de sterrenvloot. De leraar vertelt de studenten over hoe buitenaardsen binnenvielen en kapitein Norad opnieuw de Aarde redde. Maar een van de studenten is een afstammeling van admiraal Donovan. Hij weet hoe Norad werkelijk was.
V - Norad Ressurection1999 - 65 minuten
Op weg naar de vakantieplaneet Disney wordt de shuttle van kapitein Robert T. Norad geraakt door een meteoriet. Zonder atmosfeer moet Kapitein Norad zich terugtrekken in een cryo-capsule. 23 jaar later wordt hij gevonden. Om Norad de schok van de verloren jaren te besparen, wordt de oude bemanning van zijn schip de Highlander weer bij elkaar geroepen, om te doen alsof er geen jaren voorbij zijn gegaan.

## Rolbezetting
(Alle vijf de films werden geregisseerd door Robert Amper)
- Robert Amper - Kapitein Robert T. Norad
- Burkhard Weber - Admiraal Donovan
- Gunda Wegener - Commander Bradbury
- Rosi Ismalou - Counselor Lavender
- Dominik Heger - Commander Faraday
- Kristina von Bülow - Lt. T'Para
- Carsten Lubinsky - Commander Vesk
- Gernor Bauer - Chief Atar
- Astrid Jekat - Lt. Taj'ih
- Manuel Hartwagner - Lt. commander McLoud
- Johanna Herbst - Lt. McFly
- Silvia Felser - Solis 2114
- Thorsten Reimnitz - Dr. Hurdel

## Boeken
Er verschenen ook twee boeken over Raumschiff Highlander:
- (2001) - Die Rückkehr von Captain Norad
- (2005) - Captain Norad, Herrscher über das Universum

Op het internet verschenen bovendien de verhalen:
- - Raumschiff Highlander Deep Core
- - Relin IV